# Municipio de Cadereyta Jiménez
El municipio de Cadereyta Jiménez es uno de los 51 municipios que conforman el estado mexicano de Nuevo León, su cabecera es la localidad de Cadereyta Jiménez.
Forma parte de la Zona Metropolitana de Monterrey. Se encuentra ubicado en la parte central del estado a una altitud de 360 metros sobre el nivel del mar. Sus límites son al sur con Allende y Montemorelos, al este con General Terán y Los Ramones y al oeste con Ciudad Benito Juárez. Cadereyta queda a 39 km de Monterrey.

## Nombre
Su nombre fue en honor del décimo sexto virrey de la Nueva España, don Lope Díez de Armendáriz, Marqués de Cadreita, y Jiménez lo lleva en memoria del general José Mariano Jiménez, precursor de la Independencia en el Nuevo Reino de León. Anteriormente se llamaba San Juan Bautista de Cadereyta.
En opinión de los lingüistas Ricardo Ciérvide y Mikel Belasko, el significado original de Cadereyta se vincularía con el término en latín cataracta que en español había evolucionado a caderechas, que significa "cascada" o "salto de agua".

## Historia
Por encargo del gobernador don Martín de Zavala, fue fundada el 12 de marzo de 1637, por don Luis de Zúñiga y Almaraz. Su fundación tuvo lugar en la isleta que forman los ríos San Juan y Santa Catarina.
La jurisdicción de la Villa de San Juan Bautista de Cadereyta, a partir de 1638, fue muy extensa, pues por la parte oriente el gobernador Zavala la marcó hasta el puerto de Tampico. En 1692, debido a una gran inundación el poblado fue reubicado en la parte izquierda del río Santa Catarina, distante 4.5 kilómetros del sitio de su fundación.
Su enorme extensión duró hasta 1742, año en que se ordena la fundación del Nuevo Santander (Tamaulipas), colonia habitada en gran parte por gente originaria de Cadereyta. En 1762 autoridades y vecinos solicitaron al gobernador Carlos de Velasco permiso para mudarse al lado derecho del río, pues estaban sufriendo los estragos de una sequía de diez años, y lo accidentado del terreno les impedía trasladar el agua del río hasta sus viviendas. La mudanza al nuevo sitio se hizo en febrero de 1763.
El 28 de mayo de 1825, el Congreso del Estado, a iniciativa del gobernador Antonio Rodríguez Leal, le dio categoría de ciudad con el nombre oficial de Cadereyta Jiménez.

### Cronología de hechos históricos
- 1637: Fundación de la Villa de Cadereyta el 12 de agosto.
- 1638: El Gobernador Zavala hace una visita a la Villa de Cadereyta y la pone bajo la advocación de San Juan Bautista y le otorga por jurisdicción en la parte de oriente hasta el Puerto de Tampico. El 25 de febrero ordenó a su escribano redactar el Acta de Fundación, documento que desapareció del Archivo Municipal y que años más tarde fue localizado en el extranjero por el historiador Ángel Mario Rocha Leal, logrando su rescate y reintegrarlo al patrimonio histórico de Cadereyta en 1996.
- 1692: Se reubica la Villa de San Juan Bautista de Cadereyta en la banda izquierda del río Santa Catarina, en el lugar donde ahora se localiza la colonia General Gerónimo Treviño.
- 1762: Ante la intensidad de una asoladora sequía que se presentó en el poblado desde 1755, autoridades y vecinos solicitaron la venia del Gobernador para mudarse a la parte derecha del río, por lo agreste del terreno y falta de agua para el consumo humano y animal.
- 1763: En el primer mes de febrero se inicia el éxodo de familias al sitio donde actualmente está asentada la ciudad.
- 1825: El 28 de mayo el Congreso del Estado le da a la Villa de San Juan Bautista de Cadereyta la categoría política de la ciudad.
- 1889: La Junta de Mejoras Materiales entrega al Ayuntamiento la construcción de la torre sur de la Iglesia Parroquial San Juan Bautista, erigida para colocar un reloj público adquirido por el pueblo en 1872.
- 1892: El Señor don Eugenio Serrano García, instala en esta ciudad la primera fábrica de escobas con el nombre de "La Aldeana".
- 1917: Una epidemia de fiebre intermitente azota a la ciudad dejando como saldo la muerte de 250 personas.
- 1945: A la Ciudad de Cadereyta se la conoce como la Capital Escobera de México.
- 1973: Se inician los trabajos de instalación de la Refinería de Petróleos Mexicanos más grande de Latinoamérica "Ing. Héctor R. Lara Sosa".
- 2005: Entre la noche del 13 al 14 de octubre, una tromba deja una gran inundación en la ciudad, dejando la mayor parte del centro de la ciudad bajo el agua, 1500 familias afectadas e infraestructura dañada, afectando también a los municipios de Allende, Apodaca, Ciénega de Flores, Guadalupe, Juárez, Montemorelos, Pesquería, San Nicolás de los Garza, San Pedro Garza García, Santa Catarina, Santiago y Marín.".
- 2012: El 13 de mayo de ese año, se suscitó una masacre en la Carretera Federal 40. Funcionarios mexicanos declararon que 49 personas fueron decapitadas y mutiladas por miembros del grupo delicuencial Los Zetas y arrojadas al costado de una carretera cerca de la ciudad de Monterrey. Los cuerpos fueron encontrados en el poblado de San Juan del municipio de Cadereyta Jiménez.

## Demografía
Cadereyta Jiménez actualmente experimenta un lento pero gradual aumento de población, pues es  inevitable que sea engullida por la mancha urbana de la ZMM debido a la creciente llegada de personas de San Luis Potosí, Veracruz e Hidalgo que buscan un mejor trabajo.
| CENSO | POBLACIÓN             |
| 2000  | 75,005.0              |
| 2005  | 73,746.0              |
| 2010  | 86,445.0              |
| 2015  | 95,534.0              |
| 2020  | 110,000.0 (calculada) |

## Contexto

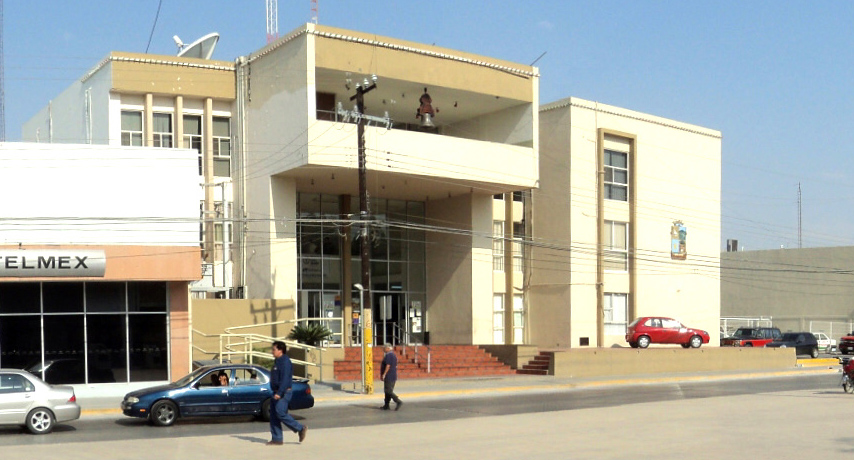
Palacio municipal.

Desde su fundación, Cadereyta Jiménez, Nuevo León, se ha distinguido por ser un municipio eminentemente agrícola y ganadero, ofreciendo estas tierras un recursos muy valioso para la producción de alimentos, como el maíz, trigo, frijol, sorgo espiguero y forrajero, cítricos y hortalizas.
Con el paso del tiempo y por la excelente ubicación de la ciudad se fueron desarrollando nuevas industrias, floreciendo con gran éxito la fabricación de escobas, por eso a nivel nacional e internacional se distingue como "La Capital Escobera de México", lo cual fue gracias a la introducción del ferrocarril, hecho por el señor Joseph Andrew Robertson. La industria escobera nació en 1892 con una fábrica que producía 200 docenas de escobas por mes y actualmente se alcanza una cifra de 50, 000 docenas por mes.

También cuenta con la refinería de Petróleos Mexicanos "Ing. Héctor R. Lara Sosa", que a través de su oleoducto transporta desde Ciudad Madero, Tamaulipas, hasta sus instalaciones el petróleo crudo para su refinación. La construcción de la refinería comenzó en 1974, para convertirse en la más grande e importante del país y ser una de las más modernas de Latinoamérica al satisfacer a todo el Noreste de México.

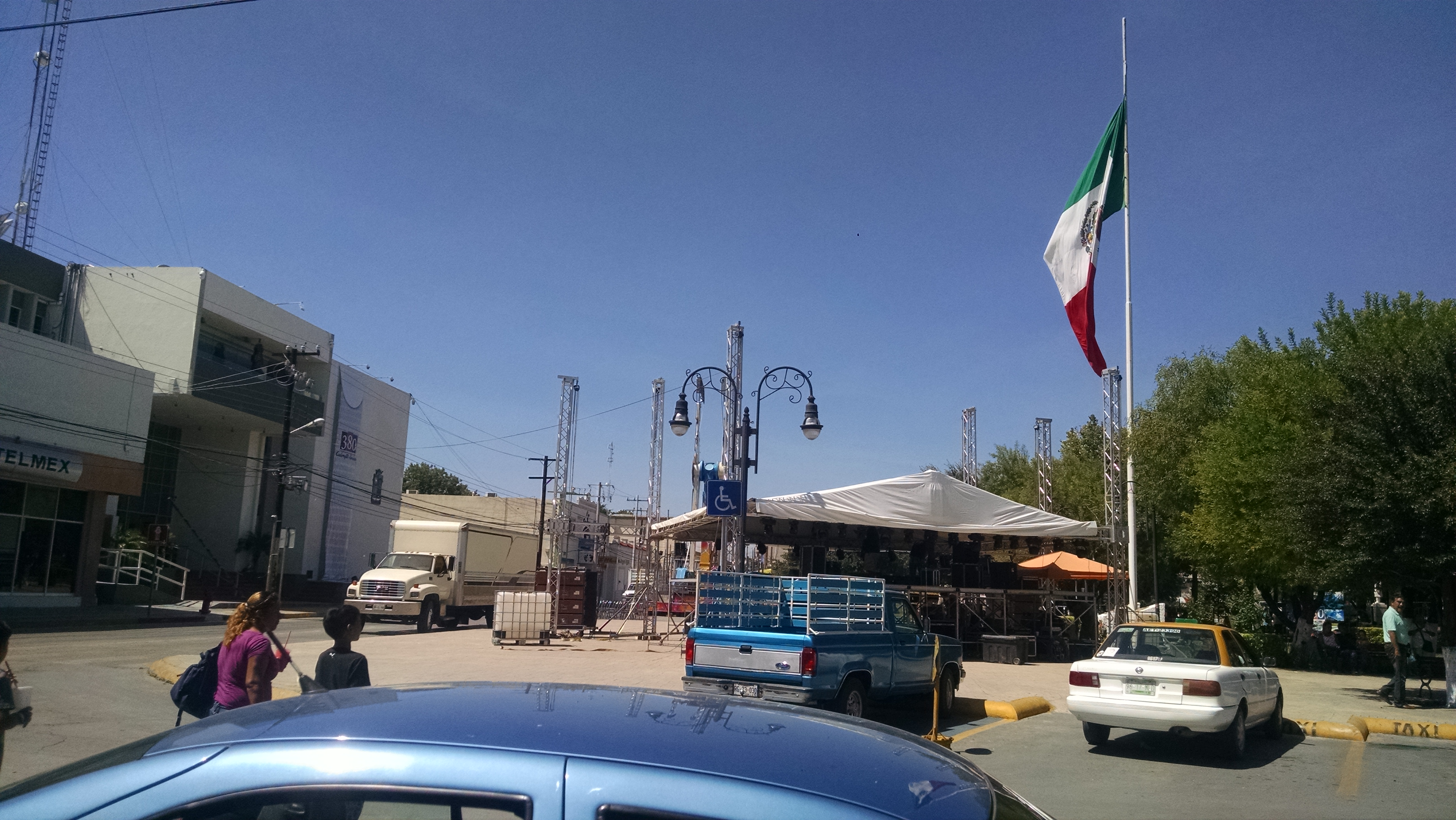
Palacio municipal y plaza en el 380 aniversario de la fundación de Cadereyta.

El rumor de que en Cadereyta había locos empezó allá por los años treinta, cuando a Monterrey viajaba un jimenense al que apodaban "Gardel". Cuentan que este hombre era muy simpático y agradable, además de ser dicharachero y que era común que con cualquier persona entablara conversación, aún sin conocerla; cuando los paseantes le preguntaban su procedencia, éste respondía con orgullo: ¡Soy de Cadereyta, la tierra de las escobas y de las mujeres bonitas!, aunque existen actualmente distintas versiones de porque se les denomina como "locos" a los jimenenses.
Cadereyta también cuenta con el Centro de Reinserción Social (CERESO) que tiene una capacidad de 1,648 reclusos y existen 2,039 internos.

## Escudo
El escudo está compuesto por una forma portuguesa y/o francesa cuartelada en cruz sin bordura y con una corona en la parte superior de todo este. En el cuartel izquierdo superior tiene un emblema litúrgico que representa a San Juan Bautista. Después, en el cuartel derecho superior, hay una representación de recursos naturales y de actividades de la región. En el cuartel izquierdo inferior también se encuentra una representación del escusón que aparece en el Escudo de Armas de Lope Diez Armendáriz, Marqués de Cadereyta. Finalmente, el cuartel derecho inferior hay un símbolo heráldico que integra a dos grandes personajes de la historia de Nuevo León: Don Martín de Zavala y don Alonso de León.

## Geografía
El municipio de Cadereyta Jiménez posee una extensión territorial de 1.004,5 kilómetros cuadrados. En los usos de suelo están dedicadas a la agricultura 59,773 hectáreas, a la ganadería 39,252 hectáreas y 288 comprenden áreas urbanas. La tenencia de la tierra la ostenta la propiedad privada, en primer lugar, y en segundo la tenencia ejidal.

### Orografía
Al oeste del territorio municipal se encuentra una parte del Cerro de la Silla y al suroeste una parte del Cerro El Pilón, el resto del territorio consiste en suelo irregular; sin embargo, está formado por planicies más o menos grandes, colinas, lomeríos y algunas pequeñas depresiones. Algunos de los más conocidos son: Lomas cuatas, Loma del Toro, El Alcahuete, Loma del Gato, El Fraile. En la zona norte: El bordo Bayo, Loma de Tía Melchora, El Calvario, loma de Las Cruces, Los Cerritos, Loma Larga, Las Montiosas y El Cerrito.

### Hidrografía
El río Monterrey afluente del San Juan, atraviesa el municipio de este a noroeste. El arroyo Ayancual, afluente del río Pesquería, lo cruza de noreste a norte. Al norte del municipio se encuentra el río Santa Catarina. Algunos de los arroyos que existen son: Lazarillo, Sabinito, El Negro, San Lorenzo, Los álamos y El Salitre.

### Clima
El tipo de clima es subtropical, con temperatura media anual de 22 °C. En días de verano alcanza los 44 °C y en invierno desciende hasta los -5 °C (bajo cero). Las lluvias son más abundantes principalmente en el sur y sureste, registrándose con mayor sucesión de agosto a enero; por lo general de febrero a mayo son ligeras lloviznas y raras veces aguaceros torrenciales; la precipitación pluvial media anual es de 601 a 800 milímetros. Los vientos que predominan son del este al noreste en marzo y abril, del sur y sureste en julio y agosto y del norte de septiembre a febrero.

## Flora y fauna
Cuenta con una gran variedad de árboles y arbustos con espinas como mezquite, huizache, granjeno, uña de gato, tenaza y otros. En maderas: encino, sabino, nogal, ébano, fresno, palo blanco, entre otros.
El clima y la vegetación predominantes favorecen el desarrollo de especies de animales silvestres como son: el conejo, liebre, coyote, ardilla, tlacuache, zorrillo, codorniz. En lo doméstico, figuran el caballo, cabra, oveja, vaca, perro, gato, cerdo y buey.

## Atractivos turísticos

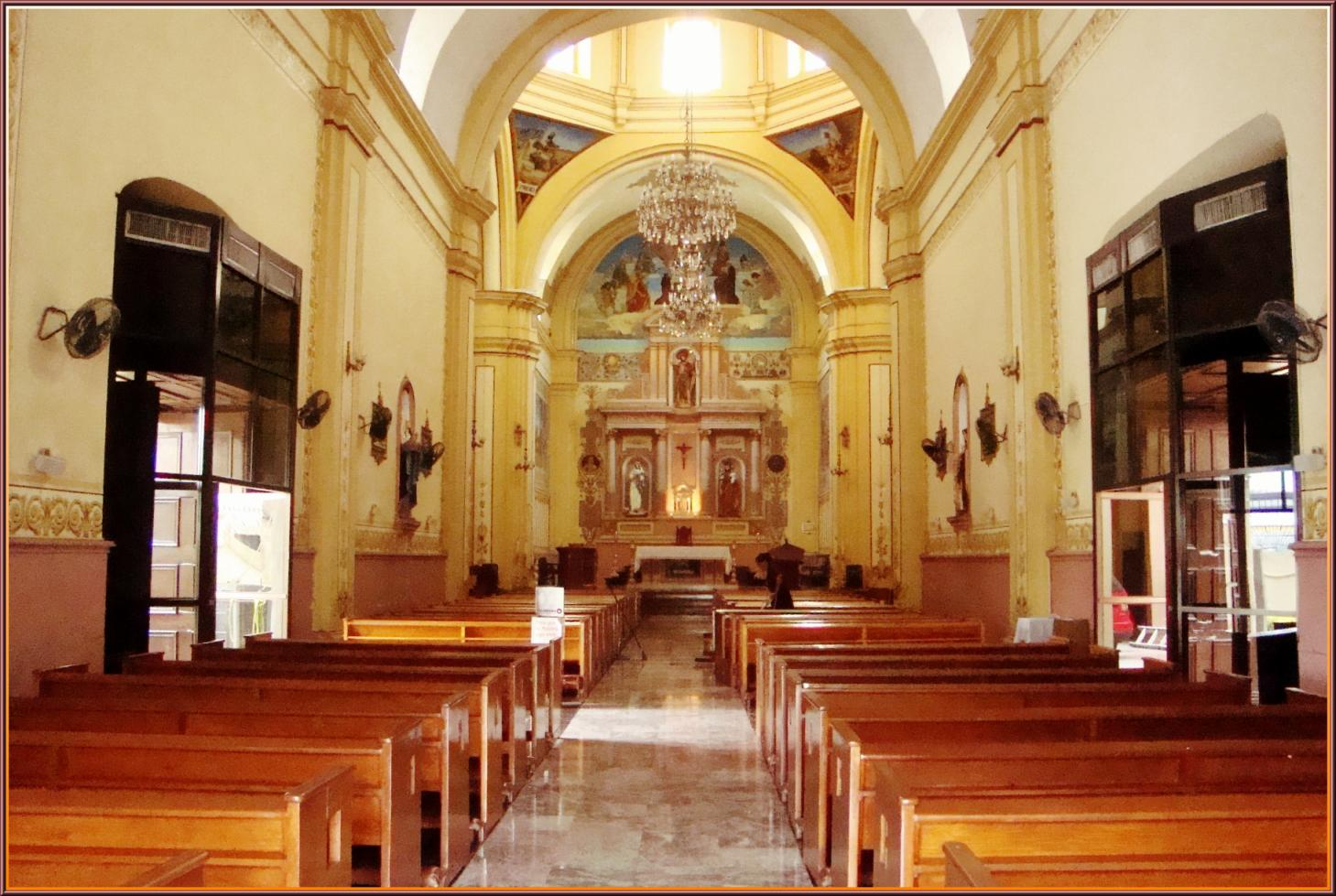
Interior de Parroquia San Juan Bautista.

- La parroquia de San Juan Bautista, terminada en 1889, posee dos torres asimétricas, por el tiempo que llevó construirlas. La iglesia tiene un estilo con influencias españolas, a base de piedra y mezcla se conforman siete bóvedas y veinte columnas. En el interior, el templo tiene un estilo gótico mezclado con el romano, por ello es apreciada por los conocedores del arte sacro y la arquitectura.[15]

- El Reloj Público, el cual fue colocado en una de las torres de la iglesia San Juan Bautista en 1888.[11]
- Cuenta con una buena cantidad de parajes que se localizan en las márgenes de los ríos Ramos y San Juan, sitios muy sombreados y con aguas cristalinas donde se puede disfrutar de un día ameno y tranquilo.
- Cuenta con un balneario llamado “Las Albercas” que se localiza en el kilómetro 4 de la carretera Cadereyta-Allende.
- El 5 de abril de 1998 fueron descubiertas accidentalmente las Grutas El Mezcal por Pablo Carrizales Gómez y Rodrigo Gómez Garza. Inicialmente se descubrió una caverna con una profundidad de aproximadamente 20 a 30 metros y un radio de 200 metros. Más tarde se encontró una segunda caverna con unos 50 metros de suelo donde es posible caminar libremente. Dentro de las cavernas hay formaciones de estalagmitas y estalactitas.
- La Plaza de Toros de Cadereyta es la más antigua en el norte de la República, se inauguró el 15 de agosto de 1853.

## Monumentos históricos
- En 1923 se construyó la estación de ferrocarril.[14]
- La plaza principal Miguel Hidalgo fue inaugurada en 1890 donde se encuentran los monumentos en honor al Padre de la Patria, Miguel Hidalgo y Costilla, y otro de Benito Juárez García.[14]

## Delegación San Juan
Es una de las comunidades que pertenece a la jurisdicción de Cadereyta, la primera más grande con una población de 1874 habitantes, en ella se encuentra el parque del recuerdo donde se jugó por vez primera el béisbol en México, la fundación data desde el 24 de junio de 1624.

## Cuna del béisbol en México
La Delegación de San Juan poblado de Cadereyta, es la cuna del béisbol en México, este deporte fue introducido gracias al coronel Joseph Andrew Robertson y se jugó por vez primera en Estación San Juan, Cadereyta Jiménez, N. L., el 4 de julio de 1889 y como un grato recuerdo que ha perdurado entre los habitantes de Estación San Juan, cada año se escenifica un juego para festejar tan memorable fecha.
Existe un arco que se erigió en la entrada de la carretera que va a San Juan, donde se menciona este hecho y en él se considera a este poblado como la cuna del béisbol en México. Este arco fue demolido en el 2016, por encontrarce dañado a causas de un accidente automovilístico y en su lugar se levantó otro en el 2017, se dieron inicios a los trabajos de construcción y fueron finalizados a mediados del año 2018. Este mismo arco con una construcción más moderna y la misma leyenda de entrada "BIENVENIDOS A SAN JUAN, CUNA DEL BÉISBOL EN MÉXICO". Inaugurado por el C. Dr. José Santiago Preciado Robles, alcalde de Cadereyta Jim. N. L. El día 4 de junio de 2018, aniversario 129 del béisbol en México.

## Gobierno
Cronología de los últimos presidentes municipales:
| Presidente Municipal               | Período          | Partido |
| ---------------------------------- | ---------------- | ------- |
| Alberto Rodríguez Dávila           | 1946-1948        |         |
| Antonio Rodríguez Gutiérrez        | 1949-1951        |         |
| Juventino Cantú Leal               | 1952-1954        |         |
| Dr. Joaquín Valle Ramírez          | 1955-1957        |         |
| Alberto Galván Galván              | 1958-1960        |         |
| José Maximiliano González González | 1961-1963        |         |
| José Cantú Valera                  | 1964-1966        |         |
| Jesús Cabrera García               | 1967-1969        |         |
| Américo Montemayor Garza           | 1970-1971        |         |
| Sergio de Los Santos Garza         | 1972-1973        |         |
| Dr. Raúl de León Cantú             | 1974-1976        |         |
| Florentino Garza Salazar           | 1977-1979        |         |
| Américo Montemayor Garza           | 1980-1982        |         |
| Ing. Rafael Rodríguez de León      | 1983-1985        |         |
| Valentín Tamez Enríquez            | 1986-1988        |         |
| Juan José Ramírez Viera            | 1989-1991        |         |
| Edelmiro González García           | 1992-1994        |         |
| Edelmiro Cantú Sada                | 1994-1997        |         |
| José Juan Cantú García             | 1997-2000        |         |
| José Luis Lozano Fernández         | 2000-2003        |         |
| Jesús Francisco Lozano Fernández   | 2003-2006        |         |
| Edelmiro Cantú Sada                | 2006-2009        |         |
| Eduardo Javier de la Garza Leal    | 2009-2012        |         |
| José Emeterio Arizpe Telles        | 2012-2015        |         |
| José Santiago Preciado Robles      | 2015-2018        |         |
| Ernesto Quintanilla                | 2018-2021        |         |
| Cosme Leal                         | 2021-Actualmente |         |

## Personas destacadas
- José Gerónimo Treviño Leal. Militar. Goberandor. Participó en la Guerra de Intervención Francesa (1835-1914).
- Federico Cantú Garza. Pintor. Muralista (1908-1989).
- María Luisa Garza. Escritora. Poetisa (1887-1981).
- Agapito García Dávila. Gobernador (1812-1890).
- José María Mier. Subsecretario de Guerra y Marina. Gobernador de Nuevo León y Jalisco. (1847-1914).
- José Guadalupe Galván Galindo. Obispo de la diócesis de Cd. Valles, San Luis Potosí.

## Alerta de violencia de género
Debido a la alta incidencia de violencia feminicida en este municipio, fue declarada el 18 de noviembre de 2016 la Alerta de Violencia de Género contra las mujeres. La solicitud fue presentada en 2012 por la asociación Arthemisas por la Equidad pues 548 niñas y mujeres murieron en Nuevo León entre el 2000 y 2011 de manera violenta. Por esto, las recomendaciones fueron garantizar el acceso a la justicia para todas las mujeres, sanciones para los encargados de la procuración de justicia y revisar todos los protocolos de investigación.
La Alerta de Violencia de Género se basa en acciones de emergencia por parte del gobierno para acabar con la violencia feminicida, e incluye reformas para eliminar la desigualdad en las leyes y política pública que atentan contra los derechos humanos de niñas y mujeres.

## Sucesos contemporáneos
Edelmiro Cantú Sada, expresidente Municipal de Cadereyta Jimenez (1994-1997) (2006-2009). Durante su ejercicio se recuperó el Acta de Fundación de Cadereyta, fechada y firmada por el gobernador Martín de Zavala el 25 de febrero de 1638. Dio el honor a Cadereyta Jimenez de ser el único pueblo de Nuevo León que cuenta entre su patrimonio histórico, con la carta original de su fundación de la época colonial.